# Лещенко, Пётр Семёнович
Пётр Семенович Лещенко (1918, Полтавская область — 21 ноября 1942, Долгоруковская яйла) - советский военнослужащий, старший сержант. Участник Судакского десанта. Участник Партизанского движения Крыма. Командир диверсионной группы. Умер от истощения, выполнив задание. 

## Биография
Родился в 1918 году, украинец, уроженец Полтавской области. Был призван в 1939 году Майкопским РВК, Краснодарского края, Адыгейской АО. Старший сержант. Участник Судакского десанта. После его разгрома возглавил группу красноармейцев попавших в окружение и привел ее в партизанский отряд. 
В партизанских отрядах №3, позднее №4. Был начальником продовольственной части отряда. Не раз отличался в боях и походах. Приказом командующего Черноморской группой войск Северо-Кавказского фронта от 24 октября 1942 года №018 был награжден орденом Красного Знамени. 

### Подвиг
14 ноября 1942 года диверсионная группа в составе: командир Лещенко П. С., Шаров Н. И., Чернышенко Г. И., Рогов М. С., Пантелеев Д. Я. получили боевое задание − выйти на железнодорожную ветку Джанкой - Владиславовка для минирования и подрыва. Расстояние до цели более восьмидесяти километров в степную часть Крыма и обратно. Из восьми дней рейда пришлось семь дней дождливой и холодной погоды. До цели добрались скрытно, без столкновений с противником. Место минирования выбрали на уклоне, уклонились от патрулей, произвели минирование и маскировку места подрыва. Подорвали вражеский воинский эшелон и остались на дневку, чтобы произвести разведку результатов диверсии. Тяжелые испытания ждали группу на обратном пути: усталость, погодные условия (холод, снег, ветер), вражеские патрули охраняющие села, дороги и особенно шоссе Симферополь-Феодосия. На подходе к партизанскому лагерю П. С. Лещенко отправил в лагерь за помощью менее изнеможенных партизан Шарова Н. И. и Рогова М. С., а сам остался с Чернышенко Г. И. и Пантелеевым Д. Я., которые почти не могли двигаться. Командир группы Лещенко П.С. с товарищам смогли добраться до поляны Чеклеук-Чокрак, в двух с половиной километрах от лагеря отряда. Здесь их нашла четверка партизан, направленных на помощь. Двое взяли под руки и повели Пантелеева, стараясь разогреть его движением. Другая пара взяла Чернышенко. Лещенко остался под навесом, уже не силах двигаться самостоятельно. Новая четверка взяла его под руки и повела в сторону лагеря, стараясь разогреть, но во время движения он умер. 
Умер 21 ноября 1942 года, возвращаясь с боевого задания. 
21 ноября 1942 года партизанское командование передало радиограмму Военному совету Северо-Кавказского фронта. «В ночь на 18 (ноября с.г.) диверсионная группа Петра Лещенко четвертого отряда (на перегоне железной дороги) между станциями Сейтлер-Ички пустила под откос воинский эшелон в составе девятнадцати платформ, по два орудия на каждой, восемь теплушек (с солдатами), один пульман (с боеприпасами), один паровоз. Кураков, Луговой, Ямпольский». 
22 ноября 1942 года был издан приказ №8 командира 2-го партизанского сектора Куракова И. Г. «Героическая, кипучая деятельность Петра Семеновича Лещенко, деятельность, отмеченная орденом Красной Звезды, так же, как и героическая смерть его, являются примером мужества и отваги, любви и беспредельной преданности Родине и Партии, примером ненависти врагу. Славное имя его достойно быть вписано в историю Великой Отечественной войны, как имя героя. Возбуждаю ходатайство перед Военным Советом фронта и правительством о присвоении Петру Семеновичу Лещенко звания Героя Советского Союза, перед правительством республики ходатайствую о присвоении партизанскому отряду №4 имени П. С. Лещенко».

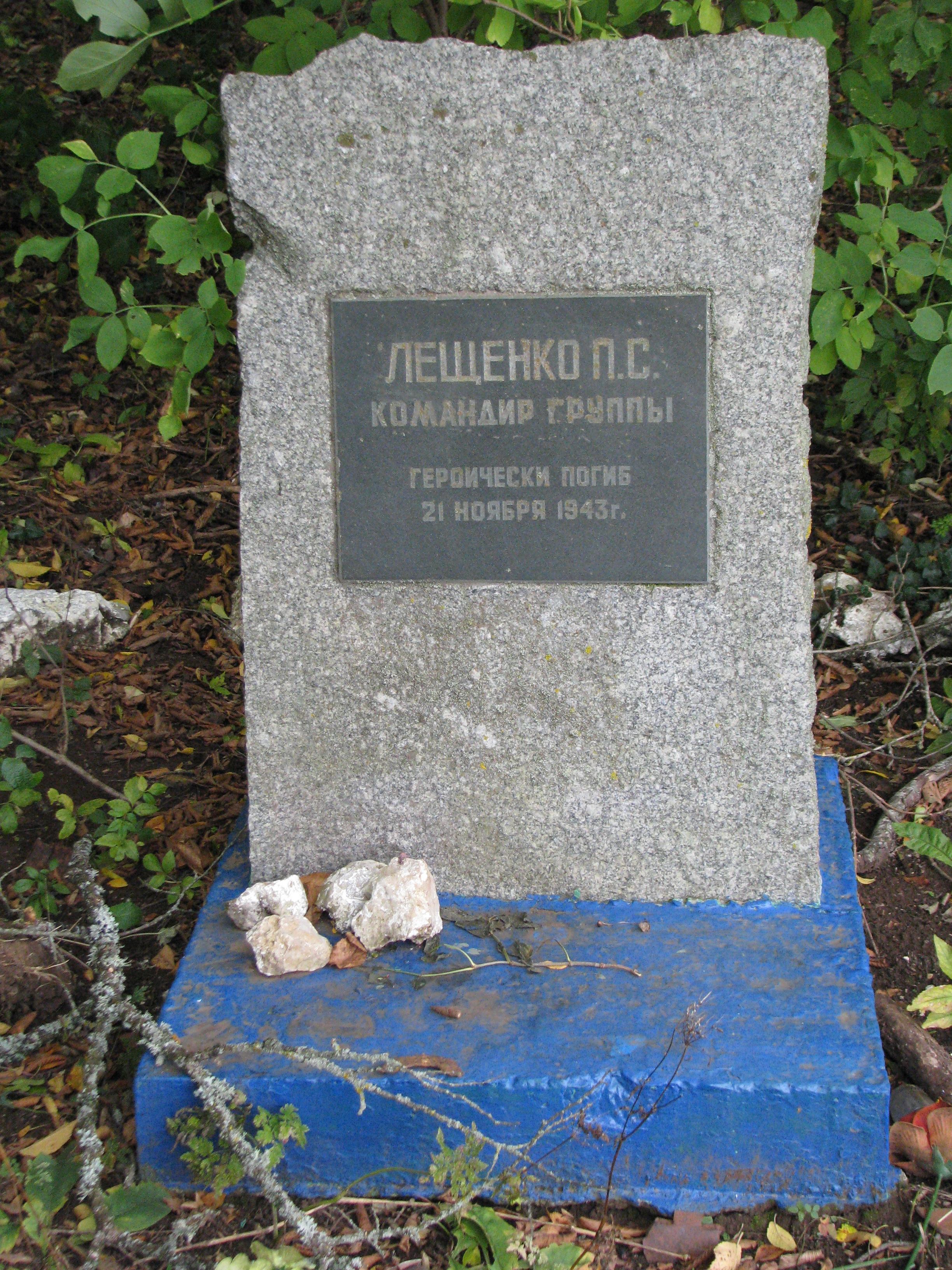
Памятный знак на месте гибели командира партизанской группы Лещенко П. С.

## Память
Памятный знак на месте гибели командира партизанской группы Лещенко П. С. 21 ноября 1942 г. 44°53′35″ с. ш. 34°23′19″ в. д. Выявленный объект культурного наследия. Взят на учёт приказом Комитета по охране культурного наследия АР Крым от 16.01.2006 № 1.
 Объект культурного наследия народов РФ регионального значения. Рег. № 911710919480005 (ЕГРОКН)